# Парадокс Мириманова
Парадокс Мириманова (парадокс класса всех фундированных классов) — парадокс наивной теории множеств, являющийся обобщением парадокса Бурали-Форти. Назван именем математика Дмитрия Мириманова.

## Формулировка
Множество {\displaystyle B} называется фундированным, если не существует такой бесконечной последовательности множеств {\displaystyle B_{n}}, что
{\displaystyle \ldots \in B_{n}\in \ldots \in B_{2}\in B_{1}\in B.}
Элементы в последовательности могут повторяться. Термин происходит от англ. well-founded. 
Рассмотрим множество всех нефундированных множеств {\displaystyle A} (оно существует по принципу свёртывания). Парадокс обнаруживается при попытке ответить на вопрос: является ли оно фундированным или нет?
Предположим, что {\displaystyle A} — фундированно. Возьмём некоторый элемент {\displaystyle B} из {\displaystyle A} (это возможно: {\displaystyle A} непусто потому что как минимум множество всех подмножеств там есть). Тогда, так как оно нефундировано, для него есть последовательность
{\displaystyle \dots \in B_{2}\in B_{1}\in B.}
В итоге
{\displaystyle \dots \in B_{2}\in B_{1}\in B\in A.}
Предположим, что {\displaystyle A} — нефундированно. Тогда {\displaystyle A\notin A} и, следовательно, фундированно..